# Kogilahalli, Bangarapet
Kogilahalli là một làng thuộc tehsil Bangarapet, huyện Kolar, bang Karnataka, Ấn Độ.